# På liv och död (film, 1943)
För andra betydelser, se På liv och död.
På liv och död är en svensk dramafilm från 1943 i regi av Rolf Husberg. I huvudrollerna ses Nils Kihlberg, Birgit Tengroth, Hasse Ekman och Karl-Arne Holmsten.

## Handling
Under andra världskriget misstänks en tågolycka i norra Sverige vara ett sabotage. Några soldater på övning och gäster på ett skidhotell i närheten försöker ta reda på vad som egentligen har hänt och vem som är den skyldige.

## Om filmen
Filmen premiärvisades 16 juli 1943 på biografen Royal i Stockholm. Inspelningen av filmen skedde med ateljéfilmning i Sandrew-Ateljéerna, på Vinterpalatset, i Björkliden och i Abisko. Filmfotografer var Evert Löfstedt och C.A. Rosenberg.

## Rollista i urval
- Birgit Tengroth - Karin Sjövall
- Nils Kihlberg - fänrik Sture Holm
- Hasse Ekman - Kirre Granlund
- Lillebil Kjellén - Gittan
- Gull Natorp - fru Lewen
- Björn Berglund - fjälljägare 83 Petter Pettersson
- Fritiof Billquist - Jöns Jönsson
- Gunnar Sjöberg - sergeant Lundblad
- Rune Halvarsson - Berra Sandström, fjälljägare
- Karl-Arne Holmsten - löjtnant Lönnbäck
- Olof Widgren - kapten C. Åström
- Anna-Stina Wåglund - fru Jönsson
- Kotti Chave - Lasse Persson, skidlärare

## DVD
Filmen gavs ut på DVD 2016.